# نخستین شلیک (فیلم ۲۰۰۲)
نخستین شلیک (به انگلیسی: First Shot) یک تله‌فیلم، اکشن آمریکایی محصول سال ۲۰۰۲ با بازی ماریل همینگوی است.